# Кернен
Кернен (нім. Kernen) — громада в Німеччині, знаходиться в землі Баден-Вюртемберг. Підпорядковується адміністративному округу Штутгарт. Входить до складу району Ремс-Мур.
Площа — 15,05 км2. Населення становить 15 465 ос. (станом на 31 грудня 2020).